# Minority Report (filme)
Minority Report (bra: Minority Report - A Nova Lei; prt: Relatório Minoritário) é um filme de ficção científica neo-noir, lançado em 2002, estrelado por Tom Cruise e dirigido por Steven Spielberg. O roteiro é baseado no conto homônimo de Philip K. Dick. Ele é definido principalmente em Washington, DC no ano de 2054, onde o "Pré-Crime", um departamento de polícia especializado, apreende criminosos com base em premonições fornecidas por três videntes chamados "Precogs". O elenco inclui Tom Cruise como o Chefe de Pré-Crime John Anderton, Colin Farrell como o agente do Departamento de Justiça Danny Witwer, Samantha Morton como a Precog sênior Agatha, e Max von Sydow o Diretor Lamar Burgess, superior e mentor de Anderton. O filme combina elementos de gênero noir tech, whodunnit, suspense e ficção científica, bem como um filme de perseguição tradicional, como o principal protagonista é acusado de um crime que não cometeu e se torna um fugitivo.
Spielberg tem caracterizado a história como sendo "cinquenta por cento sobre o personagem e cinquenta por cento sobre contar histórias muito complicadas com camadas e camadas de mistério de assassinato e conspiração". O tema central do filme é a questão do livre-arbítrio contra o determinismo, que examina se o livre arbítrio ainda pode existir se o futuro está definido e conhecido antecipadamente. Outros temas incluem o papel do governo na proteção preventiva de seus cidadãos, o papel da mídia em um estado futuro em que os avanços tecnológicos tornam a sua presença quase ilimitada, a legalidade potencial de um promotor infalível, e um tema repetido de Spielberg, famílias desestruturadas.
Minority Report foi um dos filmes mais bem avaliados de 2002. Ele recebeu elogios por sua escrita, visual e tema, mas ganhou algumas críticas por seu final que foi considerado incompatível com o tom do restante do filme. A produção foi nomeada para diversos prêmios e ganhou vários. Ele recebeu uma indicação ao Óscar para Melhor Edição de Som, e onze nomeações ao Saturn Award, incluindo Melhor Ator, Melhor Ator Coadjuvante, e Saturn Award de Melhor Música, vencendo nas categorias Melhor Filme de Ficção Científica, Melhor Direção, Melhor Roteiro e Melhor Atriz Coadjuvante. O filme foi um sucesso comercial, faturando mais de US$ 358 milhões no mundo todo, contra um orçamento total de US$ 142 milhões (incluindo a publicidade). Mais de quatro milhões de DVDs foram vendidos em seus primeiros meses de lançamento.

## Elenco
- Tom Cruise como Chefe John Anderton
- Max von Sydow como Diretor Lamar Burgess
- Colin Farrell como Detetive Danny Witwer
- Samantha Morton como Agatha
- Neal McDonough como Oficial Gordon "Fletch" Fletcher
- Patrick Kilpatrick como Oficial Geoffrey Knott
- Michael e Matthew Dickman como Arthur e Dashiell "Dash" Arkadin
- Lois Smith como Dra. Iris Hineman
- Kathryn Morris como Lara Anderton
- Mike Binder como Leo Crow
- Steve Harris como Jed Watson
- Jessica Harper como Anne Lively
- Tim Blake Nelson como Gideon
- Daniel London como Norbert "Wally" Wallace
- Peter Stormare como Dr. Solomon P. Eddie

O elenco também apresenta Jessica Capshaw como Evanna, piloto de transporte do Pré-Crime; Tyler Patrick Jones como Sean Anderton, filho de John e Lara supostamente assassinado por Crow; Jason Antoon como Rufus T. Riley, proprietário de uma boate cibernética; Nancy Linehan Charles como Celeste Burgess, esposa de Lamar; Victor Raider-Wexler como procurador-geral Arthur Nash; Arye Gross como Howard Marks; Ashley Crow como Sarah Marks; David Stifel como Lycon; Anna Maria Horsford como Casey; Joel Gretsch como Donald Dubin; Tom Choi como Nick Paymen; Caroline Lagerfelt como Greta van Eyck e William Mapother (primo de Tom Cruise) como um recepcionista de hotel.
Cameron Diaz, Cameron Crowe e Paul Thomas Anderson fazem aparições não creditadas como passageiros do metrô.

## Recepção
No site agregador de críticas Rotten Tomatoes, 91% das 234 avaliações dos críticos são positivas. O consenso diz: "Instigante e visceral, Steven Spielberg combina idéias de alto conceito e ação de alta octanagem neste suspense sci-fi rápido e febril".

## Prêmios
- Indicado ao Óscar de Melhores Efeitos Sonoros[7]
- Indicado ao BAFTA de Melhores Efeitos Especiais
- Indicado ao César de Melhor Filme Estrangeiro
- Indicado ao MTV Movie Awards de Melhor Cena de Ação
- Indicado ao Prêmio AdoroCinema 2002 de Melhor Roteiro Adaptado